# Touch (album af Eurythmics)
 Denne artikel omhandler et album af Eurythmics. For andre betydninger af Touch, se Touch.
Touch er det tredje album af den britiske synth pop-duo Eurythmics fra 1983. Det indeholder de tre singler Who's That Girl? , Right By Your Side og Here Comes the Rain Again.
Genren er generelt mere poppet end på det tidligere album Sweet Dreams (Are Made of This), men kan stadig godt kaldes synth pop.
I 2003 blev den rangeret som nummer 500 på Rolling Stone's top 500-liste over bedste album nogensinde, den har også ligget nummer et på listen over de mest solgte albums i USA.
Touch blev den 14. november 2005 genudgivet i luksus-udgave sammen med de andre største Eurythmics-album.

## Numre
Alle numrene er skrevet af Annie Lennox og Dave Stewart, og sunget af Annie Lennox.
1. Here Comes the Rain Again – 4:54
2. Regrets – 4:43
3. Right By Your Side – 4:05
4. Cool Blue – 4:48
5. Who's That Girl? – 4:46
6. The First Cut – 4:44
7. Aqua – 4:36
8. No Fear, No Hate, No Pain (No Broken Hearts) – 5:24
9. Paint a Rumour – 7:30